# 香瓜
香瓜（Cucumis melo Makuwa Group），又名甘瓜、果瓜、梨瓜、东亚甜瓜、东方甜瓜、真桑瓜、美濃瓜，是短毛甜瓜（薄皮甜瓜）的一个栽培群，主要产自东亚。果实早熟，或扁、或圆、或長、或卵形、或梨形。果皮光滑，或白（如青州银瓜、江西梨瓜、台湾美浓瓜）、或黄（如上海黄金瓜）、或绿（如王海瓜、宁波海冬青），有些品種有斑紋或縱肋。果肉味甜，有香气。

## 生產
在中国，香瓜主产区包括华中、华东、华北和东北。
在韓國，70％的香瓜生產於慶尚北道的星州郡。

## 食用
香瓜主要作水果食用，但也能用來做菜。上海崇明的醬包瓜是用香瓜醃製而成。在朝鮮料理中，香瓜也用来腌制醬菜（장아찌）。

## 文化
成語“甘瓜苦蒂”意思是香瓜的瓜肉香甜可口，但瓜蒂是苦的，用來比喻天下沒有十全十美的事物。
大韓民國國寶第94號、第114號是香瓜造型的高麗青瓷。

## 圖庫

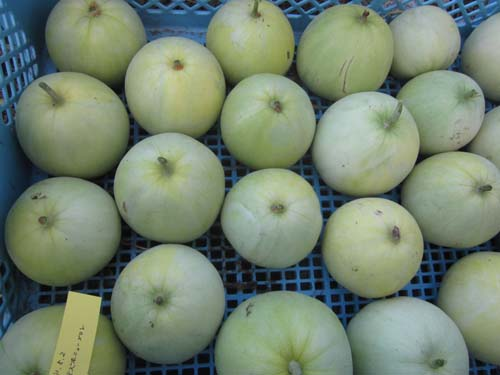
日本的香瓜
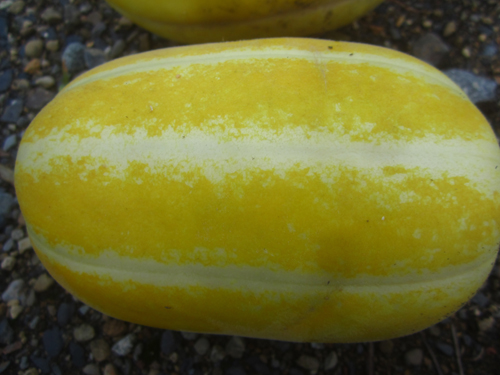
日本的香瓜
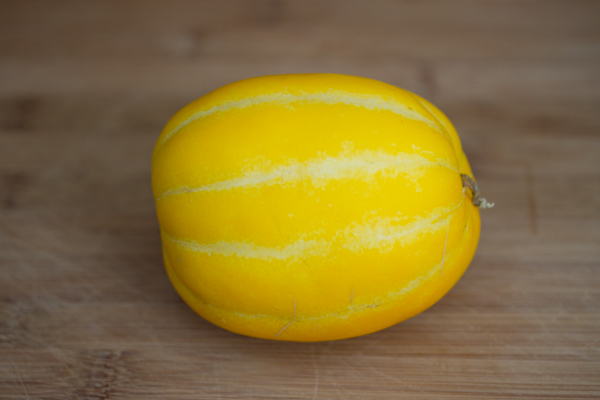
韓國的香瓜
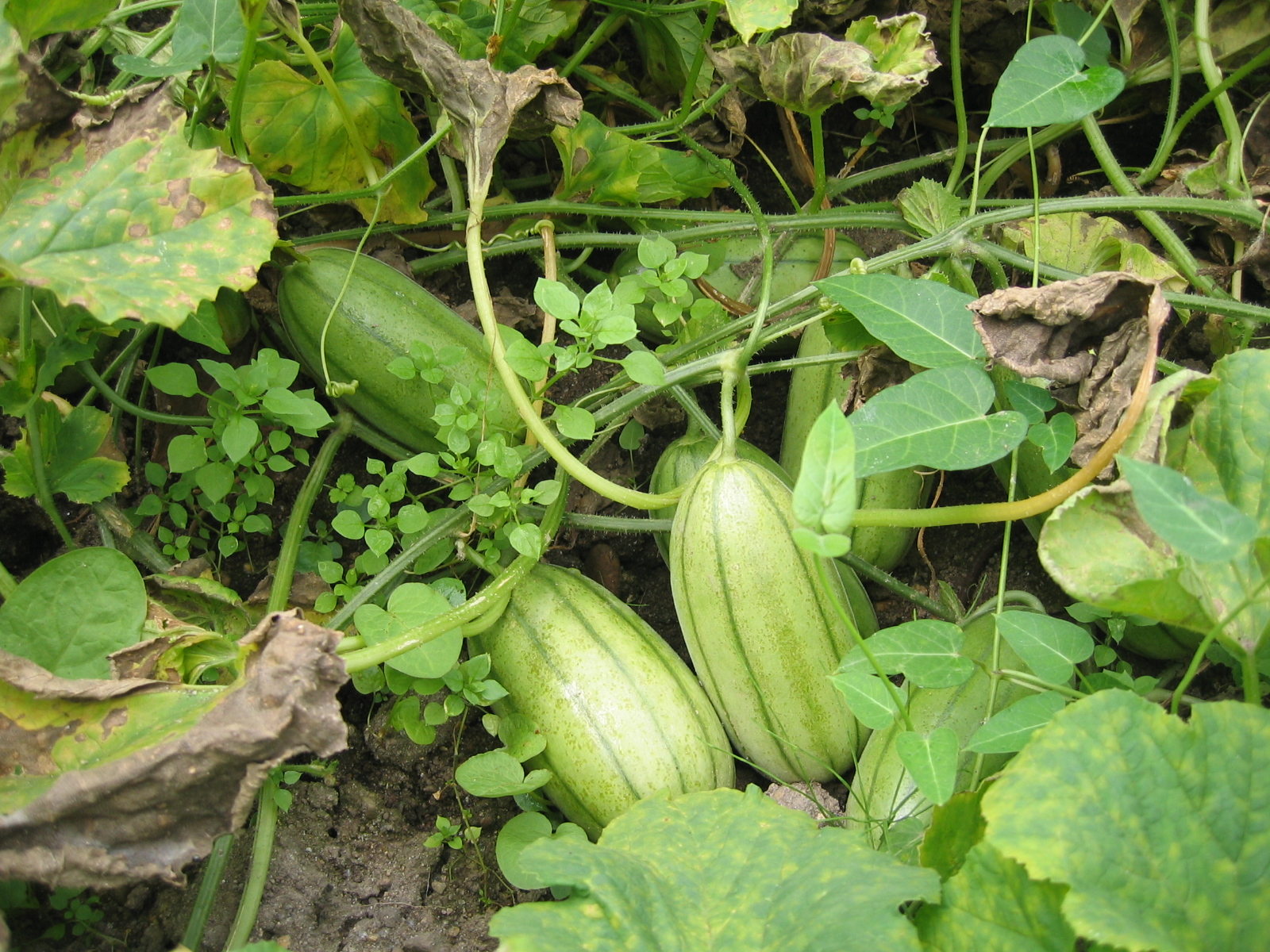
青果
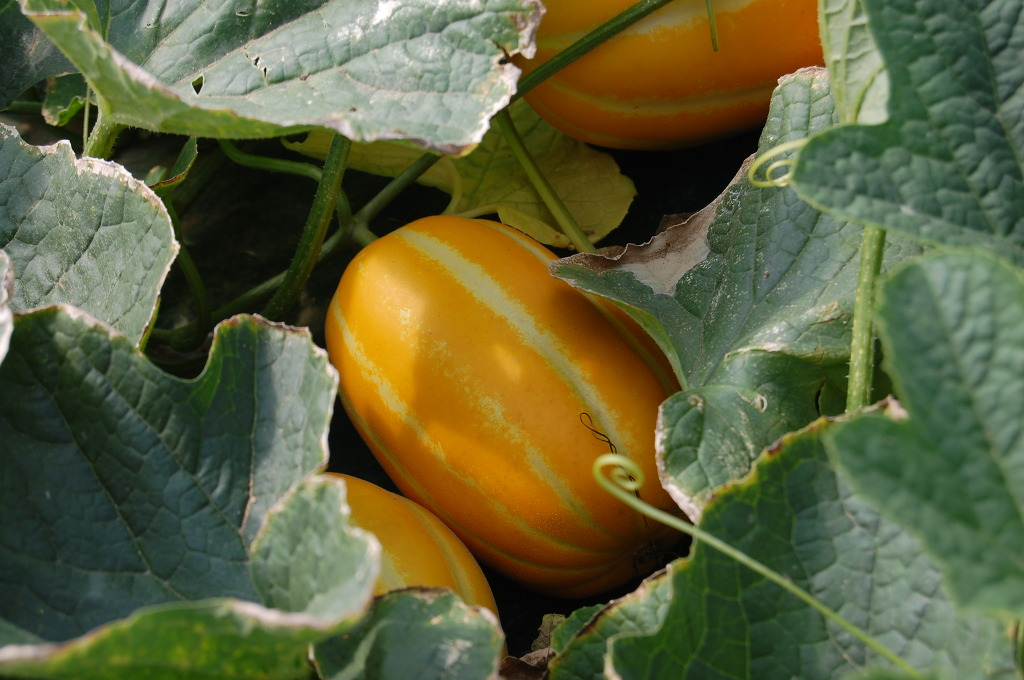
熟果
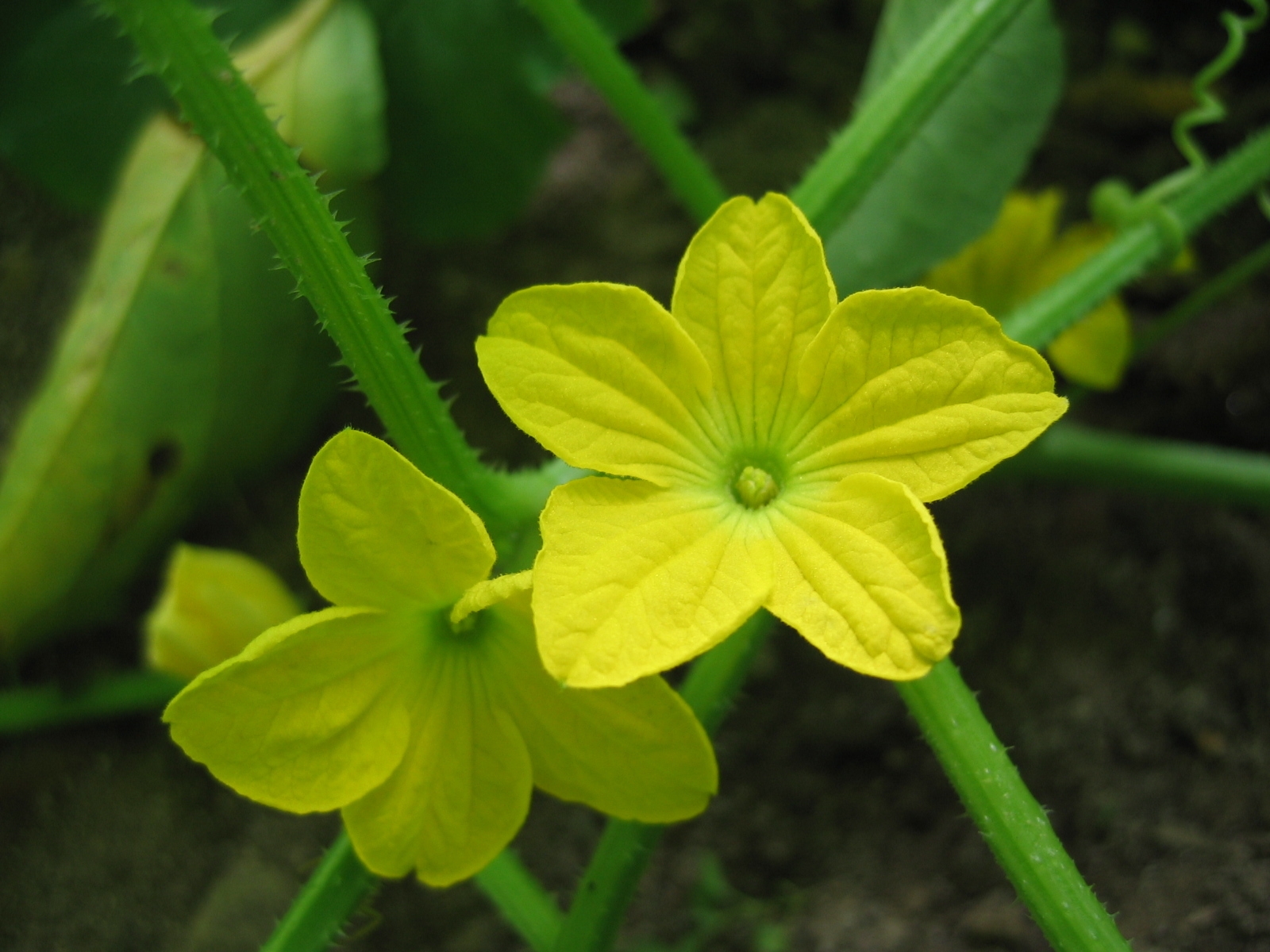
花
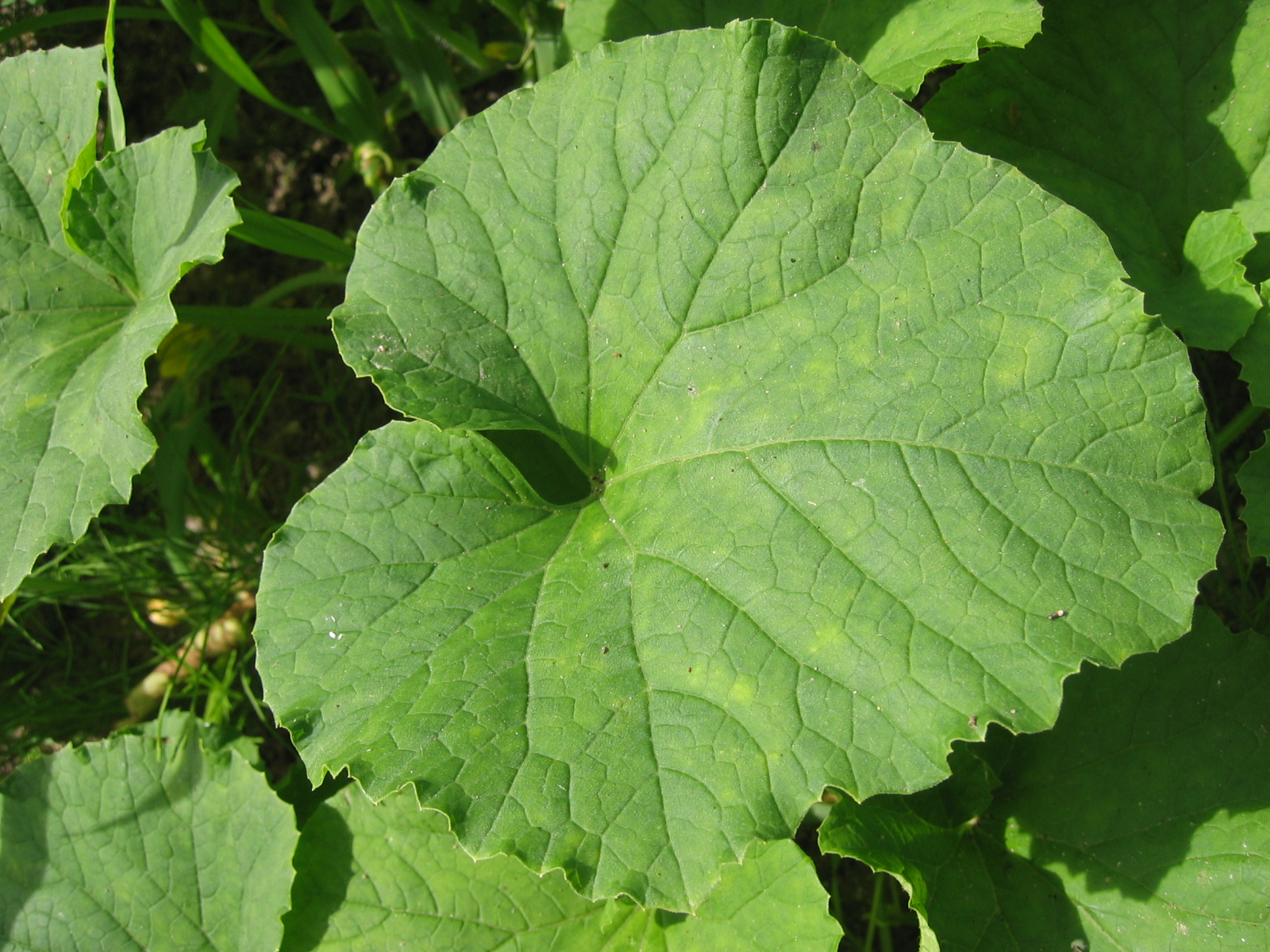
葉
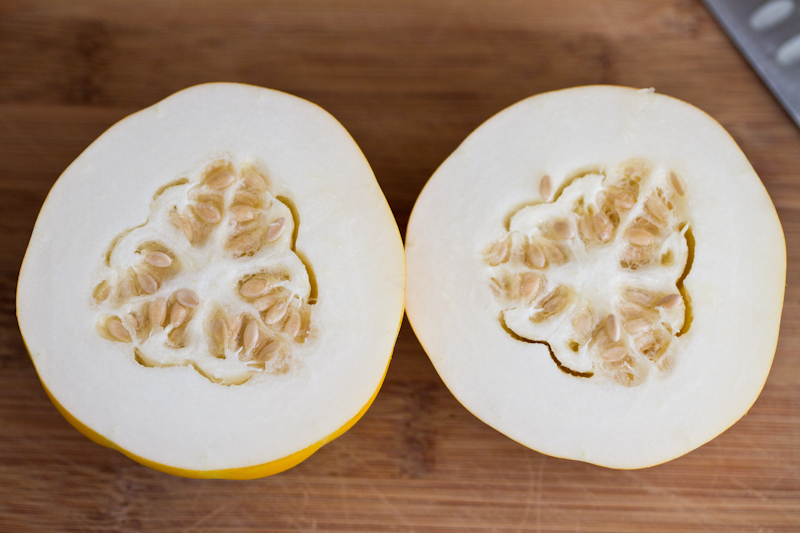
橫剖面
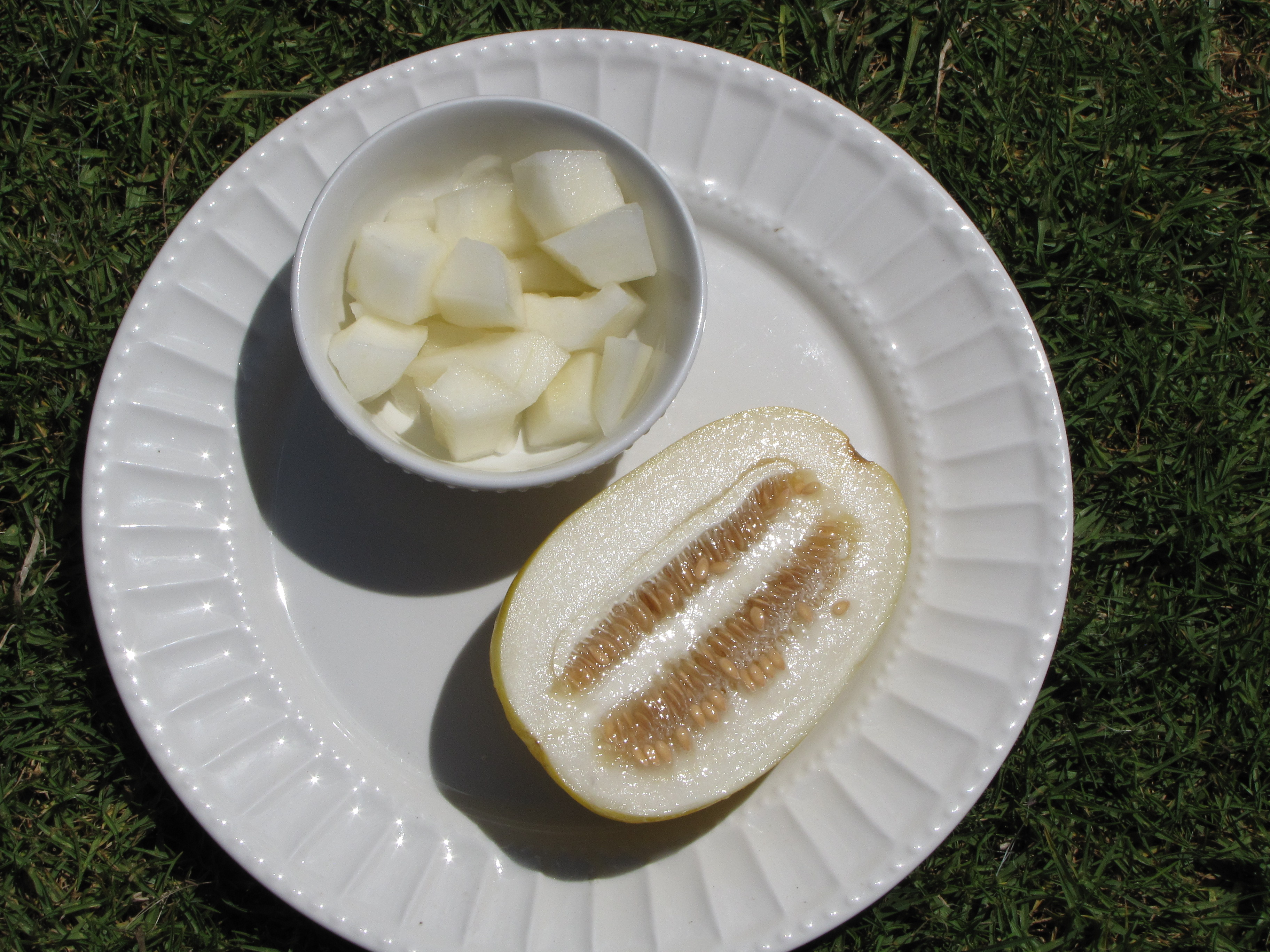
縱剖面
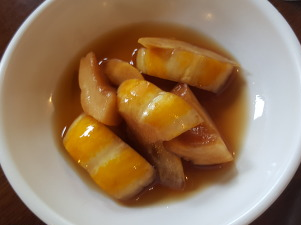
韓國的香瓜醬菜
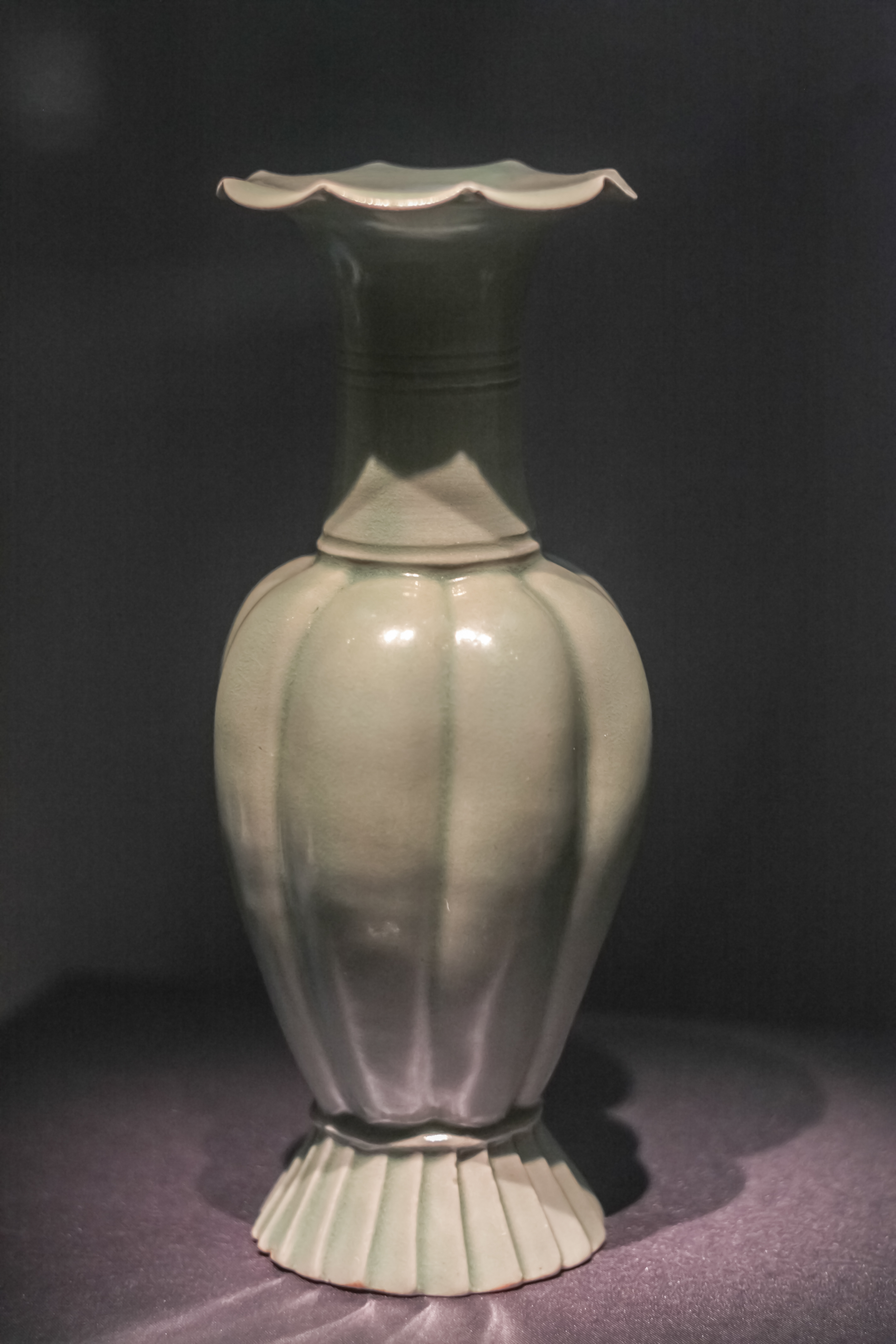
青瓷素文瓜形瓶（高麗(918–1392)、國立中央博物館）
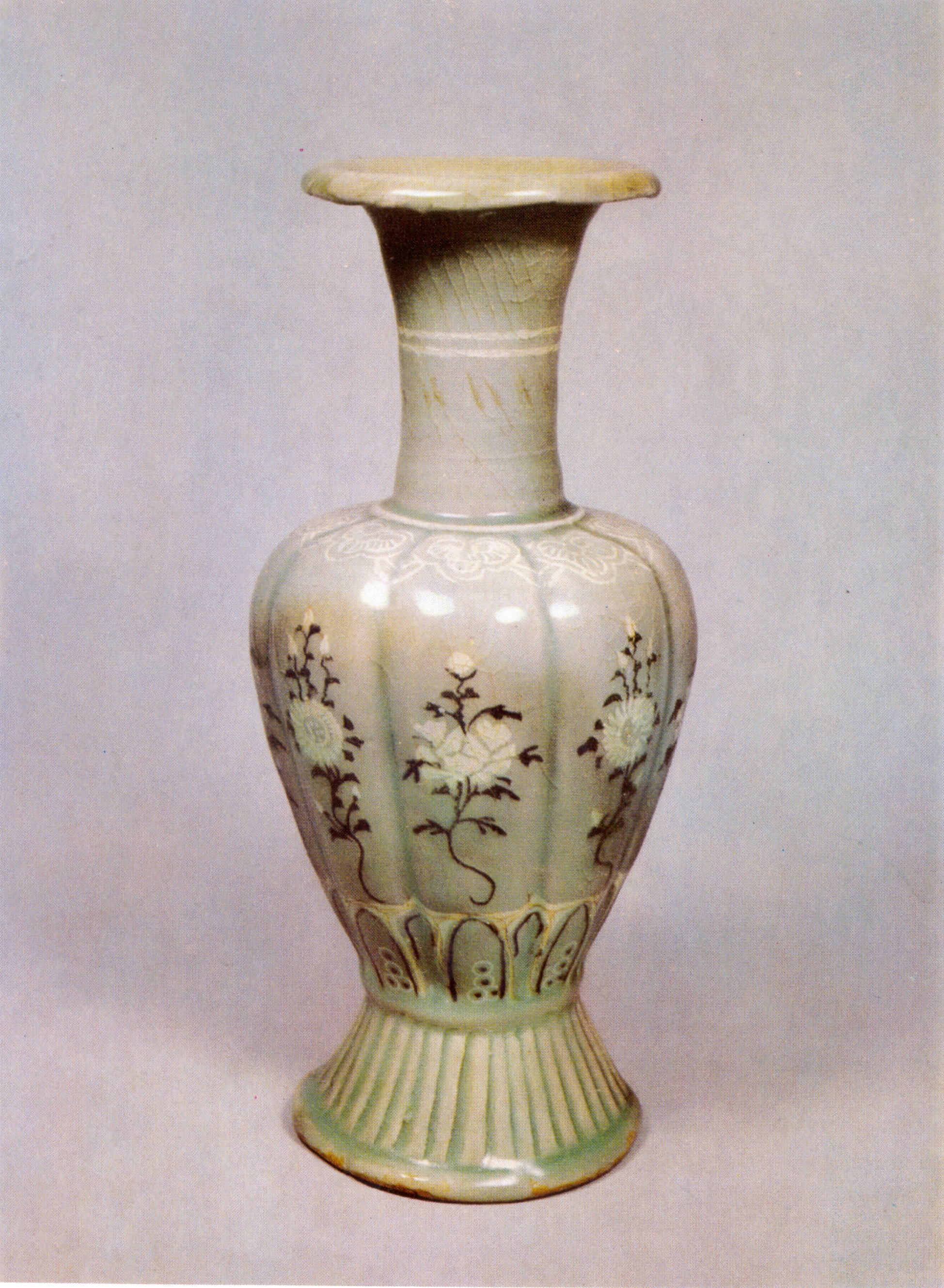
青瓷象嵌牡丹菊花文瓜形瓶（高麗、國立中央博物館）